# Alekseï Morozov
Pour les articles homonymes, voir Morozov.
Alekseï Alekseïevitch Morozov - en russe : Алексе́й Алексе́евич Моро́зов et en anglais : Aleksey Morozov - (né le 16 février 1977 à Moscou en République socialiste fédérative soviétique de Russie) est un joueur professionnel russe de hockey sur glace. Il évolue au poste d'ailier.

## Carrière de joueur

### Les Krylia Sovetov
Formé aux Krylia Sovetov (en français les « Ailes Soviétiques »), Alekseï Morozov commence sa carrière en senior à l'âge de dix-set ans en 1993. L'équipe évolue dans l'élite russe, la Mejnatsionalnaïa Hokkeïnaïa Liga (MHL). L'équipe classé dixième de la saison régulière est battue deux victoires à une en quart de finale de la Coupe MHL. La saison suivante, l'équipe termine deuxième de la Conférence ouest. Morozov inscrit 27 points dont 15 buts en 48 matchs. Le Metallourg Magnitogorsk élimine les Ailes Soviétiques en quart de finale. Parallèlement, l'équipe joue sous le nom de Soviet Wings et participe à dix-sept parties (une contre chaque franchise) de la Ligue internationale de hockey lors de la saison régulière. L'équipe remporte une seule partie contre les Roadrunners de Phoenix. Morozov est auteur de huit aides en quinze matchs.
Il est choisi au premier tour, en vingt-quatrième position du repêchage d'entrée dans la Ligue nationale de hockey de 1995 par les Penguins de Pittsburgh. En 1995-1996, l'équipe, huitième de la Conférence Est, termine troisième de la poule de relégation.
Morozov marque 21 buts lors de la saison régulière 1996-1997. Neuvième, l'équipe de Moscou est sortie par le Roubine Tioumen en huitième de finale.
Morozov commence la saison 1997-1998 dans la Superliga avant de partir en Amérique du Nord.

### Les Penguins de Pittsburgh
Il représente la Russie en senior dès 1997. Il a été convié pour participer aux Jeux olympiques de 1998 à Nagano. Premiers de leur groupe, les russes battent la Biélorussie en quart de finale, puis la Finlande 7-4 en demi-finale avec un quintuplé de Pavel Boure. L'équipe décroche finalement la médaille d'argent après s'être inclinée en finale contre les tchèques et leur gardien Dominik Hašek. Petr Svoboda inscrit l'unique but de la rencontre dans le troisième tiers-temps.
Il joue son premier match dans la Ligue nationale de hockey le 1er octobre 1997 contre les Kings de Los Angeles, inscrivant son premier but. Il compte 26 points dont 13 buts en saison régulière. Premiers de la division nord-est, les Penguins s'inclinent 4-2 face aux Canadiens de Montréal en quart de finale de conférence.
En 1998-1999, les Maple Leafs de Toronto éliminent 4-2 la franchise de Pittsburgh. La production de points de Morozov est moindre avec un total de 19 en 67 parties.
Lors de la campagne 1999-2000, Morozov réalise 31 points. Les Flyers de Philadelphie mettent fin à la saison de Pittsburgh en demi-finale de conférence 4-2.
La saison suivante, le Russe ne marque que cinq buts en saison régulière. Plus prolifique lors des séries éliminatoires avec 6 points en dix-huit parties, sa formation s'inclinent en finale de conférence est face aux Devils du New Jersey.
En début de saison 2001-2002, il est aligné avec Alekseï Kovaliov et Mario Lemieux. Ce trio est appelé K-L-M en référence à la ligne du HK CSKA Moscou formée de Vladimir Kroutov - Igor Larionov - Igor Makarov. Morozov est le quatrième pointeur de l'équipe derrière Jágr, Lang et Jan Hrdina. Il inscrit 49 points dont 21 buts.
En 2002-2003, Morozov victime d'un cinglage a le poignet fracturé et doit mettre un terme à sa saison après avoir totalisé 25 points en 27 matchs. Kovaliov est échangé aux Rangers de New York durant la saison.
La saison suivante, Morozov est le second pointeur de l'équipe avec 50 points derrière le défenseur Dick Tärnström. Trente de ses points dont cinq buts de la victoire sont marqués lors des quinze derniers matchs de la saison régulière. Les Penguins terminent avec le plus mauvais bilan de la ligue.
Il joue sept saisons chez les Penguins pour 451 matchs, 84 buts et 219 points.

### L'Ak Bars Kazan

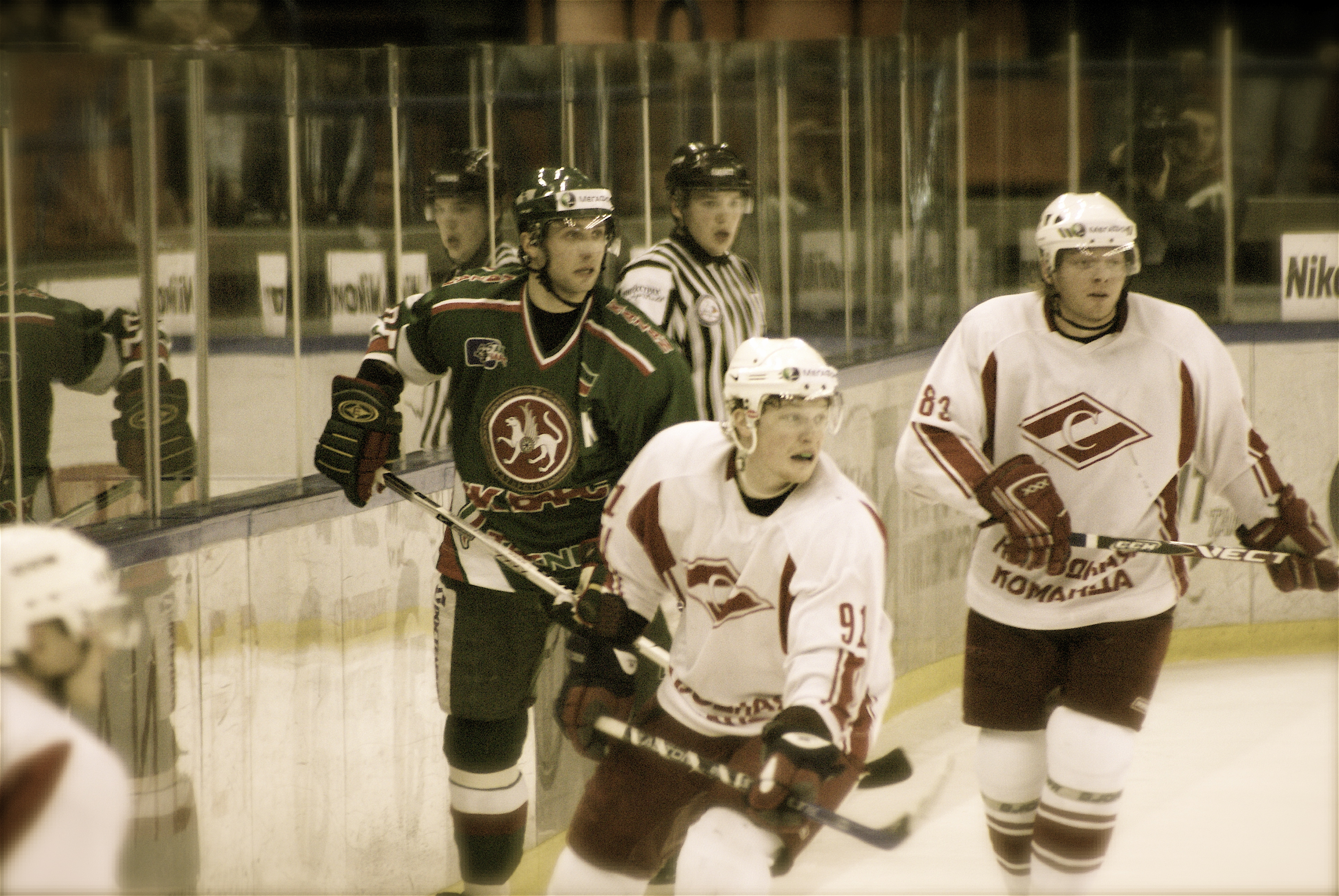
Morozov (à gauche) avec l'Ak Bars Kazan.

La saison 2004-2005 de la LNH est annulée en raison d'un lock-out et il retourne en Russie et joue pour l'Ak Bars Kazan. L'équipe du Tatarstan profite de cette grève pour recruter également Ilia Kovaltchouk, Vincent Lecavalier, Dany Heatley. La défense est notamment composée des joueurs de LNH Rouslan Saleï, Alekseï Jitnik, Darius Kasparaitis ou des internationaux Vitali Prochkine, Denis Denissov et Dmitri Bykov. Il inscrit son premier but avec sa nouvelle équipe le 13 septembre 2004 face au Molot Perm. L'équipe est éliminée dès les quarts de finale par le Lokomotiv Iaroslavl trois victoires à une. Durant cette saison catastrophique, Morozov est l'une des rares stars à être épargnée par les critiques. Alors que la LNH reprend, le Russe décide de ne pas retourner outre-atlantique, et ressigne avec l'Ak Bars. L'entraineur Zinetoula Bilialetdinov est maintenu et décide de composer l'équipe autour de Raymond Giroux et Prochkine, et sur son trio d'attaque Morozov, Sergueï Zinoviev et Danis Zaripov. Seconds de la saison régulière derrière le Metallourg Magnitogorsk, la panthère des neiges remporte les séries éliminatoires. La finale est remportée trois victoires à zéro contre l'Avangard Omsk.
En 2007, l'Ak Bars remportent la saison régulière mais s'inclinent 4-2 en finale face au Metallourg Magnitogorsk. Morozov est le meilleur buteur, pointeur de la saison régulière. Il mène également les pointeurs en séries éliminatoires.
Lors de la Coupe d'Europe des clubs champions 2007, Kazan remporte le titre. Elle conclut la compétition en battant en finale le club finlandais du HPK Hämeenlinna 6-0. Morozov est nommé meilleur joueur de l'épreuve dont il est le meilleur pointeur avec 10 points en trois parties.
Morozov se classe deuxième pointeur de la saison régulière 2007-2008 derrière Sergueï Moziakine de l'Atlant Mytichtchi. L'Ak Bars septièmes, ne peuvent passer l'obstacle du Salavat Ioulaïev Oufa, futur champion en demi-finale. Les Bachkirs emportent la série 3-1. Néanmoins, l'équipe décroche un nouveau trophée sur la scène européenne avec la Coupe continentale 2008. Lors du tour final, l'équipe russe devance le HK Riga 2000, le Kazzinc-Torpedo Oust-Kamenogorsk et Aalborg.

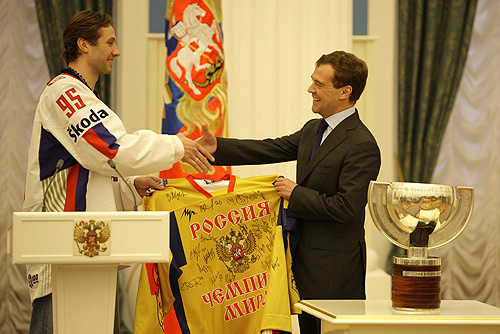
Morozov et Dmitri Medvedev, président de la fédération de Russie, en mai 2008.

Lors du mondial 2008, la Russie remporte l'or au face au Canada 5-4 en prolongations.
En 2008, la Superliga est remplacée par une nouvelle compétition en Eurasie, la Ligue continentale de hockey. Le 22 novembre 2008, le capitaine de l'Ak Bars inscrit un quintuplé lors d'une victoire 7-0 contre le Barys Astana. Seconds de la saison régulière derrière le Salavat Ioulaïev Oufa, les joueurs de Zinetoula Bilialetdinov battent le Barys trois victoires à zéro en huitième de finale puis l'Avangard Omsk en quart et le HK Dinamo Moscou en demi-finale. En finale de la coupe Gagarine, l'Ak Bars affronte le Lokomotiv Iaroslavl d'Alekseï Iachine. Lors du premier match, le gardien adverse Gueorgui Guelachvili blanchi les attaquants du Tatarstan. Il s'agit de son troisième jeu blanc d'affilée après les deux réalisés au tour précédent contre le Metallourg Magnitogorsk. Au second match, le défenseur Andreï Pervychine marque en prolongation et met les deux équipes à égalité une victoire partout. Le Lokomotiv reprend l'avantage à domicile grâce à une nouvelle victoire 3-0. À l'issue du cinquième match, les partenaires de Zbyněk Irgl mènent trois manches à deux et sont à une victoire de la coupe. Mais la panthère des neiges s'imposent dans l'Arena 2000 en prolongations sur un but de l'international Finlandais Jukka Hentunen. Lors de la dernière manche décisive pour le titre, Morozov prend le rebond laissé par Guelachvili sur le lancer de Pervychine et inscrit l'unique but de la rencontre jouée à la TatNeft Arena. L'Ak Bars remportent la finale quatre victoires à trois et soulèvent la coupe Gagarine.
En sélection, Morozov remporte son second titre mondial à la suite de la victoire en finale 2-1 face au Canada.
Le 29 octobre 2009, il réalise un quadruplé chez le Sibir Novossibirsk (victoire 4-7). Si sa dernière réalisation est en cage vide, sa performance est notable du fait qu'il a inscrit ses buts en 18 minutes et une seconde. Il avait déjà inscrit quatre buts lors d'une rencontre le 13 mars 2006.
Morozov est capitaine de la sélection. Il est sélectionné pour les Jeux olympiques de Vancouver. Il est porte-drapeau de la délégation russe à Vancouver. La sélection est éliminée en quart de finale par le futur vainqueur, le Canada sur le large score de 7-3.
L'Ak Bars décroche la coupe Gagarine 2010 mais Morozov est blessé au cours de la série finale contre le HK MVD et rate les derniers matchs de la saison ainsi que les échéances avec la sélection russe. Il est donc forfait pour le Championnat du monde 2010.
Le 29 septembre 2010 face au Traktor Tcheliabinsk, il est le premier joueur à dépasser la barre des 200 buts dans l'élite russe avec une seule et même équipe. Il inscrit ses deux cent et deux cent et unième but face à Danila Alistratov.

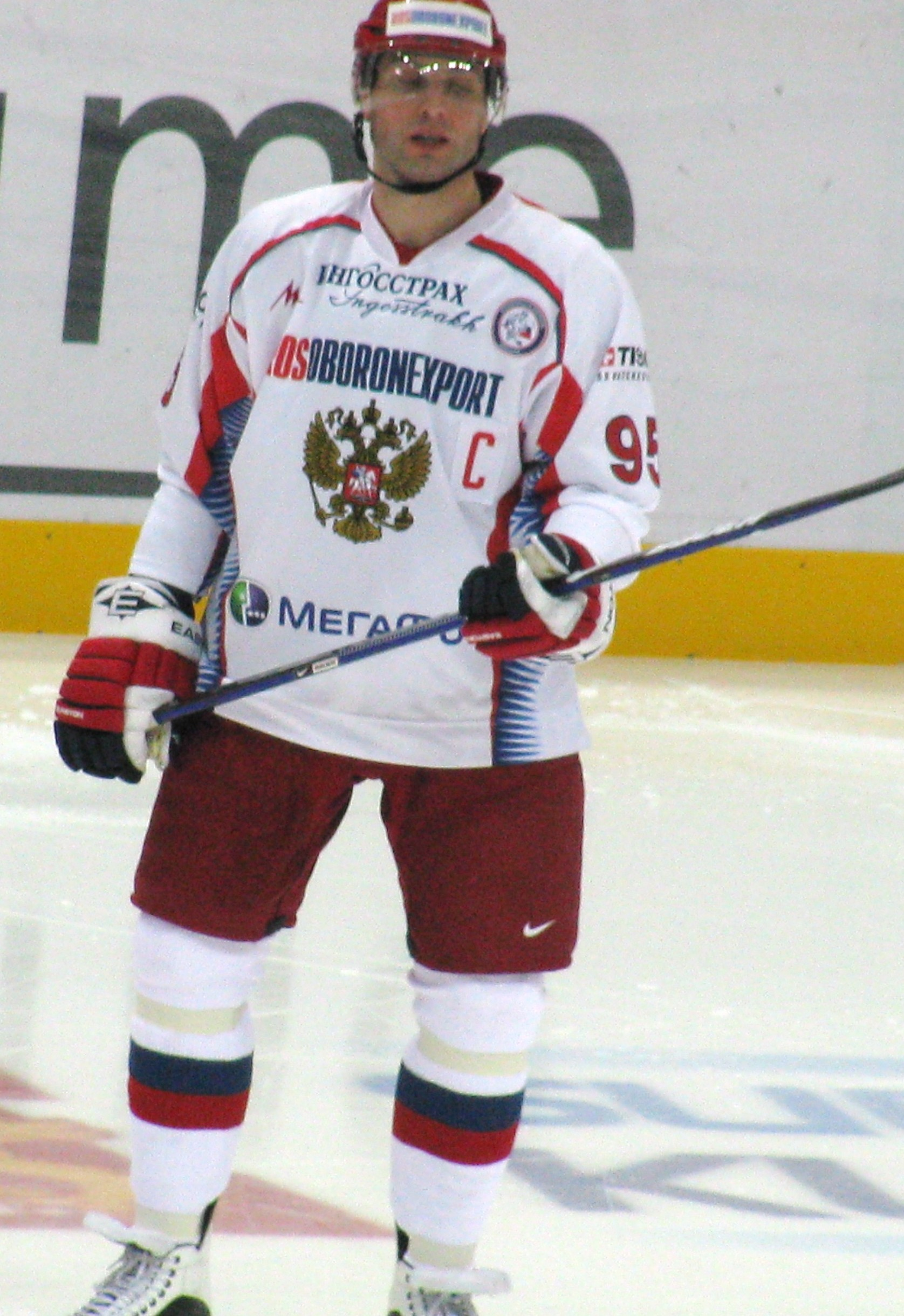
Morozov avec la Russie.

## Trophées et honneurs personnels
Championnat d'Europe junior
- 1995 : nommé dans l'équipe type.

Championnat du monde junior
- 1996 : nommé dans l'équipe type.
- 1997 : nommé meilleur attaquant.

Championnat de Russie
- 1995 : nommé meilleur débutant avec Sergueï Goussev (CSK VVS Samara).
- 2006 : participe au Match des étoiles avec l'équipe est.
- 2006 : nommé meilleur joueur.
- 2006 : nommé dans l'équipe type (casque d'or).
- 2006 : nommé dans la meilleure ligne (Zaripov - Zinoviev - Morozov).
- 2006 : meilleur pointeur.
- 2006 : meilleur buteur.
- 2006 : meilleur pointeur, meilleur buteur, meilleur passeur, meilleur +/- des séries éliminatoires.
- 2007 : participe au Match des étoiles avec l'équipe est.

Coupe des champions
- 2007: nommé dans l'équipe type.
- 2007: nommé meilleur attaquant.
- 2007: nommé meilleur joueur.
- 2007: meilleur pointeur.

Championnat du monde
- 2007 : nommé dans l'équipe type.

Fédération internationale de hockey sur glace
- 2007: élu meilleur joueur.

Ligue continentale de hockey
- 2009 : participe avec l'équipe Iachine au premier Match des étoiles (titulaire).
- 2009 : élu meilleur joueur des séries éliminatoires.
- 2009 : élu dans l'équipe d'étoiles (casques d'or).
- 2009 : ligne la plus prolifique en points avec Danis Zaripov et Tony Mårtensson.
- 2010 : participe avec l'équipe Iachine au deuxième Match des étoiles (titulaire).
- 2011 : participe avec l'équipe Est au troisième Match des étoiles.
- 2010-2011 : meilleur différentiel +/- de la saison régulière.
- 2011-2012 : nommé dans la meilleure ligne Danis Zaripov - Niko Kapanen - Alekseï Morozov (Ak Bars Kazan).
- 2013 : participe au cinquième Match des étoiles avec la conférence Est.

Coupe Karjala
- 2009 : nommé dans l'équipe type des médias.

Coupe Pervi Kanal
- 2010 : nommé joueur le plus utile.

## Statistiques

### En club
| Saison     | Équipe                 | Ligue              |     | Saison régulière | Saison régulière | Saison régulière | Saison régulière | Saison régulière | Saison régulière |    | Séries éliminatoires | Séries éliminatoires | Séries éliminatoires | Séries éliminatoires | Séries éliminatoires | Séries éliminatoires |
| Saison     | Équipe                 | Ligue              | PJ  | B                | A                | Pts              | Pun              | +/-              | PJ               | B  | A                    | Pts                  | Pun                  | +/-                  |                      |                      |
| 1993-1994  | Krylia Sovetov         | MHL                | 7   | 0                | 0                | 0                | 0                | -                | 3                | 0  | 0                    | 0                    | 2                    | -                    |                      |                      |
| 1994-1995  | Krylia Sovetov         | MHL                | 48  | 15               | 12               | 27               | 53               | -                | 4                | 3  | 0                    | 3                    | 0                    | -                    |                      |                      |
| 1994-1995  | Soviet Wings           | LIH                | 15  | 0                | 8                | 8                | 2                | -9               | -                | -  | -                    | -                    | -                    | -                    |                      |                      |
| 1995-1996  | Krylia Sovetov         | MHL                | 47  | 12               | 9                | 22               | 26               | -                | -                | -  | -                    | -                    | -                    | -                    |                      |                      |
| 1996-1997  | Krylia Sovetov         | MHL                | 44  | 21               | 11               | 32               | 32               | -                | 2                | 0  | 1                    | 1                    | 2                    | -                    |                      |                      |
| 1997-1998  | Krylia Sovetov         | Superliga          | 6   | 2                | 1                | 3                | 4                | -                | -                | -  | -                    | -                    | -                    | -                    |                      |                      |
| 1997-1998  | Penguins de Pittsburgh | LNH                | 76  | 13               | 13               | 26               | 8                | -4               | 6                | 0  | 1                    | 1                    | 2                    | -3                   |                      |                      |
| 1998-1999  | Penguins de Pittsburgh | LNH                | 67  | 9                | 10               | 19               | 14               | +5               | 10               | 1  | 1                    | 2                    | 0                    | +1                   |                      |                      |
| 1999-2000  | Penguins de Pittsburgh | LNH                | 68  | 12               | 19               | 31               | 14               | +12              | 5                | 0  | 0                    | 0                    | 0                    | -1                   |                      |                      |
| 2000-2001  | Penguins de Pittsburgh | LNH                | 66  | 5                | 14               | 19               | 6                | -8               | 18               | 3  | 3                    | 6                    | 6                    | 0                    |                      |                      |
| 2001-2002  | Penguins de Pittsburgh | LNH                | 72  | 20               | 29               | 49               | 16               | -7               | -                | -  | -                    | -                    | -                    | -                    |                      |                      |
| 2002-2003  | Penguins de Pittsburgh | LNH                | 27  | 9                | 16               | 25               | 16               | -3               | -                | -  | -                    | -                    | -                    | -                    |                      |                      |
| 2003-2004  | Penguins de Pittsburgh | LNH                | 75  | 16               | 34               | 50               | 24               | -24              | -                | -  | -                    | -                    | -                    | -                    |                      |                      |
| 2004-2005  | Ak Bars Kazan          | Superliga          | 58  | 20               | 26               | 46               | 32               | +19              | 4                | 0  | 1                    | 1                    | 2                    | +1                   |                      |                      |
| 2005-2006  | Ak Bars Kazan          | Superliga          | 51  | 23               | 26               | 49               | 71               | +16              | 13               | 13 | 13                   | 26                   | 8                    | +13                  |                      |                      |
| 2006-2007  | Ak Bars Kazan          | Superliga          | 53  | 34               | 49               | 83               | 34               | +31              | 14               | 2  | 15                   | 17                   | 6                    | +4                   |                      |                      |
| 2007       | Ak Bars Kazan          | Coupe d'Europe     | 3   | 2                | 8                | 10               | 0                | +7               | -                | -  | -                    | -                    | -                    | -                    |                      |                      |
| 2007-2008  | Ak Bars Kazan          | Superliga          | 57  | 30               | 33               | 63               | 34               | +22              | 10               | 4  | 7                    | 11                   | 8                    | +4                   |                      |                      |
| 2008       | Ak Bars Kazan          | Coupe Continentale | 3   | 1                | 0                | 1                | 2                | +4               | -                | -  | -                    | -                    | -                    | -                    |                      |                      |
| 2008-2009  | Ak Bars Kazan          | KHL                | 49  | 32               | 39               | 71               | 22               | +22              | 21               | 8  | 11                   | 19                   | 12                   | +9                   |                      |                      |
| 2009-2010  | Ak Bars Kazan          | KHL                | 50  | 26               | 23               | 49               | 24               | +1               | 18               | 5  | 8                    | 13                   | 6                    | +1                   |                      |                      |
| 2010-2011  | Ak Bars Kazan          | KHL                | 53  | 21               | 35               | 56               | 24               | +27              | 9                | 5  | 4                    | 9                    | 2                    | +6                   |                      |                      |
| 2011-2012  | Ak Bars Kazan          | KHL                | 53  | 21               | 29               | 50               | 24               | +10              | 5                | 4  | 2                    | 6                    | 6                    | +3                   |                      |                      |
| 2012-2013  | Ak Bars Kazan          | KHL                | 51  | 12               | 26               | 38               | 20               | +14              | 18               | 6  | 9                    | 15                   | 4                    | +2                   |                      |                      |
| 2013-2014  | HK CSKA Moscou         | KHL                | 38  | 13               | 10               | 23               | 30               | -3               | 4                | 0  | 0                    | 0                    | 0                    | -1                   |                      |                      |
| Totaux LNH | Totaux LNH             | Totaux LNH         | 451 | 84               | 135              | 219              | 98               | -29              | 39               | 4  | 5                    | 9                    | 8                    | -3                   |                      |                      |

### En équipe nationale
| Année | Évènement                   |   | PJ | B | A  | Pts | +/- | Pun                                |  | Résultat |
| 1995  | Championnat d'Europe junior | 5 | 3  | 2 | 5  |     | 6   | Médaille d'argent                  |  |          |
| 1996  | Championnat du monde junior | 7 | 5  | 3 | 8  |     | 2   | Médaille de bronze                 |  |          |
| 1997  | Championnat du monde junior | 6 | 5  | 3 | 8  |     | 6   | Médaille de bronze                 |  |          |
| 1997  | Championnat du monde        | 9 | 3  | 3 | 6  | +5  | 2   | Quatrième place                    |  |          |
| 1998  | Championnat du monde        | 4 | 0  | 3 | 3  |     | 2   | Cinquième place                    |  |          |
| 1998  | Jeux olympiques             | 6 | 2  | 2 | 4  | +1  | 0   | Médaille d'argent                  |  |          |
| 2004  | Championnat du monde        | 6 | 1  | 1 | 2  | +1  | 4   | Éliminée lors du tour qualificatif |  |          |
| 2007  | Championnat du monde        | 7 | 8  | 5 | 13 | +9  | 6   | Médaille de bronze                 |  |          |
| 2008  | Championnat du monde        | 8 | 5  | 2 | 7  | +2  | 4   | Médaille d'or                      |  |          |
| 2009  | Championnat du monde        | 9 | 1  | 4 | 5  | +3  | 0   | Médaille d'or                      |  |          |
| 2010  | Jeux olympiques             | 4 | 2  | 0 | 2  | 0   | 0   | Sixième place                      |  |          |
| 2011  | Championnat du monde        | 9 | 1  | 3 | 4  | -1  | 8   | Quatrième place                    |  |          |

## Vie privée
Sa femme s'appelle Irina. Il a un fils Nikita et une fille Anastassia.